# 馬里亞納獅子魚
馬里亞納獅子魚為輻鰭魚綱鮋形目杜父魚亞目獅子魚科的其中一種，主要棲息於太平洋西部馬里亞納海溝水深7000-8000米處。成年馬里亞納獅子魚可長達22厘米，體重160克，主要以微小的甲殼類動物為食。

## 發現和命名
1876年挑戰者號在挑戰者號遠征首次發現馬里亞納海溝，這種魚就是以其中一名船員的名字赫伯特·斯威爾（Herbert Swire）命名。